# بلومینگدیل (ویسکانسین)
بلومینگدیل (به انگلیسی: Bloomingdale) یک منطقهٔ مسکونی در ایالات متحده آمریکا است که در شهرستان ورنن، ویسکانسین واقع شده‌است. بلومینگدیل ۲۹۴٫۱۴ متر بالاتر از سطح دریا واقع شده‌است.